# Manuel Álvarez Jiménez
Manuel Álvarez Jiménez (1928. május 23. – 1998) chilei labdarúgóhátvéd.